# Bier in China
Bier in China werd in de 20e eeuw heel populair dankzij onder andere Zhujiang en China Pabst Blue Ribbon. Er worden in China vooral blonde lagers gedronken maar gedreven door Westerse invloeden winnen internationale en zogenaamde craft-bieren aan populariteit.

## Geschiedenis
Bierproductie en -consumptie komt al negenduizend jaar voor in China, blijkbaar op dezelfde wijze geproduceerd als het bier in het Oude Egypte en Mesopotamië. Recente archeologische vondsten van aarden potten toonden aan dat in een Chinese dorp Juhia in Noord-China rond 7000 v.C. een soort bier gebrouwen werd met rijst, honing, druiven en meidoornvruchten. Oud-Chinees bier was belangrijk in voorouderverering, begrafenissen en andere rituelen tijdens de Xia-, Shang- en Zhou-dynastieën. Het bier werd Lao Li (醪醴 in orakelbottenschrift) genoemd. Tijdens de Han-dynastie werd huangjiu belangrijker dan bier en bleef dit de volgende twee millennia.
Het moderne bierbrouwen werd pas in het begin van de 19e eeuw in China geïntroduceerd toen de Russen een brouwerij in Harbin oprichtten, gevolgd door nog drie brouwerijen in dezelfde plaats opgericht door respectievelijk Duitsers, Tsjechen en Russen. Japan richtte in 1934 de brouwerij Mukden Manchurian Beer op die later de naam Shenyang Snow Beer kreeg en de eerste brouwer van  Snow Beer was. De brouwerij ging in 1994 op in de China Resources Enterprises.
In het begin van de 21e eeuw begonnen de internationale en craft-bieren aan populariteit te winnen, vooral onder de jongere bevolking en dankzij de goede economie. Brewpubs winnen ook aan populariteit vooral in grote steden waar een tamelijk grote Westerse gemeenschap leeft. Het marktaandeel van importbier bereikte 1,14% in 2015.
Chinese bieren bevatten meestal rijst, sorgum en soms rogge in aanvulling op gerst. Sommige bieren worden geproduceerd met bittere meloen in plaats van hop als bittermiddel. In 2001 werd via de Chinese media bekendgemaakt dat in 95% van de Chinese bieren formaldehyde toegevoegd werd om sedimentatie in flessen en blikjes te voorkomen tijdens de bewaring, een praktijk die nu niet meer toegelaten is.

## Cijfers
Sinds 1980 is de bierproductie in het land explosief gegroeid. In 1980 was de productie nog geen 7 miljoen hl, maar in 2015 was dit bijna verzeventigvoudigd tot ruim 470 miljoen hl. Na deze zeer hoge groei nam deze fors af in de jaren 2010-2015 tot zo'n 1% op jaarbasis. Nadien is er sprake van een trendmatige daling.
| Jaar | Bierproductie (× miljoen hl) | Gemiddelde jaarlijkse groeivoet |
| ---- | ---------------------------- | ------------------------------- |
| 1980 | 6,9                          | -                               |
| 1985 | 31,0                         | 35,1%                           |
| 1990 | 69,2                         | 17,4%                           |
| 1995 | 156,9                        | 17,9%                           |
| 2000 | 223,1                        | 7,3%                            |
| 2005 | 312,6                        | 7,0%                            |
| 2010 | 449,0                        | 7,5%                            |
| 2015 | 471,6                        | 1,0%                            |
| 2020 | 341,1                        | −6,3%                           |

Volgens Kirin lag de bierconsumptie in 2020 in China op 360,88 miljoen hl, dit is gelijk aan 20,3% van de wereldwijde consumptie. De Chinese bierconsumptie daalde met 8% versus 2019. Per hoofd van de bevolking is dit bijna 26 liter bier (was 32,5 liter in 2015). Het aandeel van importbieren is minimaal. In 2015 lag de import op 339.000 hl.

## Brouwerijen (selectie)
In 2005 had de top vijf bierbrouwers bijna 48% van de Chinese biermarkt markt in handen. Tsingtao Brewery was de grootste met een marktaandeel van 13,4%, gevolgd door CR Snow met 13,0%. Beijing Yanjing Brewery stond op de derde plaats met 10,2%. Op de vierde plaatst stond de eerste buitenlandse brouwer Anheuser-Busch met 5,6% en InBev op plaats vijf met 5,1%. De laatste twee zijn later gefuseerd tot AB InBev. 
Elf jaar later was de markt duidelijk geconsolideerd en had de top vijf bijna driekwart van de hele markt in handen. In 2016 was CR Beer (oude naam CR Snow) de allergrootste met een marktaandeel van 25,6%. Tsingtao stond op de tweede plaats en had 17,2% van de markt in handen. De daaropvolgende drie waren AB Inbev (16,2%), Beijing Yanjing Brewery (9,3%) en Carlsberg (5,0%). 
In 2021 waren de marktaandelen redelijk onveranderd, CR Beer had een licht verlies en stond op 23,2％, Tsingtao op 16,4％, AB Invev 16,2％, Bejing Yanjing Brewery 8,5％ en Carlsberg op 6,1%.
De meeste Chinese brouwerijen verkopen alleen op de lokale markt.
- China Resources Snow Breweries Ltd (華潤啤酒) – nummer 1 in China, nummer 3 brouwerijgroepen wereldwijd
- Tsingtao Brewery Company Limited – nummer 2 in China, nummer 6 brouwerijgroepen wereldwijd
- Beijing Yanjing Brewery Co. – nummer 4 in China, nummer 8 brouwerijgroepen wereldwijd[10]
- Yunnan Jinxing Beer Co. - nummer 14 brouwerijgroepen wereldwijd
- Chongqing Brewery (60% eigendom van de Carsberg Group)
- Yunnan Lancang River Beer Group
- Hangzhou Qiandaohu Co., Ltd. (joint-venture met AB InBev)
- Guangzhou Zhujiang Brewery Group
- Harbin Brewery (AB InBev)

### Buitenlandse brouwerijgroepen
- Anheuser-Busch InBev China Co. is eigenaar (of joint venture) van 16 brouwerijgroepen met bijna 50 brouwerijen met een capaciteit van circa 91 miljoen hl. Twee nationale (Harbin en Sedrin) en een internationaal biermerk (Budweiser) zijn samen goed voor 73% van de totale omzet. In de periode van 2009 tot 2015 groeide de bierverkoop geleidelijk tot 74,6 miljoen hl in 2015 (15,8% marktaandeel). De groep is de tweede grootste in China (na CR Snow en Tsingtao).[11]
- Carlsberg is de vijfde grootste brouwerijgroep in China met de verkoop van 21 miljoen hl. De groep is vooral actief in het noorden van het land. In 2001 werden de meeste brouwactiviteiten van Carlsberg in Azië getransfereerd naar de joint venture Carlsberg Asia Holding Ltd. (CAL), 50% eigendom van de Carlsberg Group en 50% van de Asian Chang Bevererage Company (het latere ThaiBev). Deze joint venture was geen succes en werd in 2003 ontbonden waarbij Carslberg US$ 120 miljoen aan compensatie moest betalen. Daarna kocht Carlsberg belangen in verschillende brouwerijen, waaronder 60% van de aandelen in de Chongqing Brewery die met 20 brouwerijen in Chongqing, Sichuan, Hunan, Guangxi, Guizhou, Zhejiang en Anhui, goed is voor bijna de helft van de bierverkoop van de brouwerijgroep in het land. De groep brouwt onder andere Carlsberg, ChongQing en Shancheng 1958. In de lente van 2012 werd Tuborg gelanceerd op de Chinese markt, vooral gericht op de jongere bevolking.[12]
- Heineken heeft in 2018 een - indirect - aandelenbelang genomen van zo'n 20% in de grootste bierbrouwer van het land CR Beer.[13] Afgesproken is dat Heineken het Chinese merk Snow buiten de Volksrepubliek China gaat introduceren en CR Beer gaat Heineken bier in China promoten.[13]

## Bieren (selectie)
- Snow (雪花啤酒) – bestverkochte bier in de wereld
- Tsingtao (青岛啤酒) – tweede bestverkochte bier in de wereld
- Yanjing (燕京啤酒) – zesde bestverkochte bier in de wereld
- Harbin (哈尔滨啤酒) – achtste bestverkochte bier in de wereld
- Zhujiang (bier) (珠江啤酒)
- ChongQing
- Shancheng 1958
- Kingstar
- China Pabst Blue Ribbon (蓝带啤酒）